# Aphodius lividus
Aphodius lividus là một loài bọ cánh cứng trong họ Scarabaeidae. Loài này được Olivier miêu tả khoa học năm 1789.

## Hình ảnh

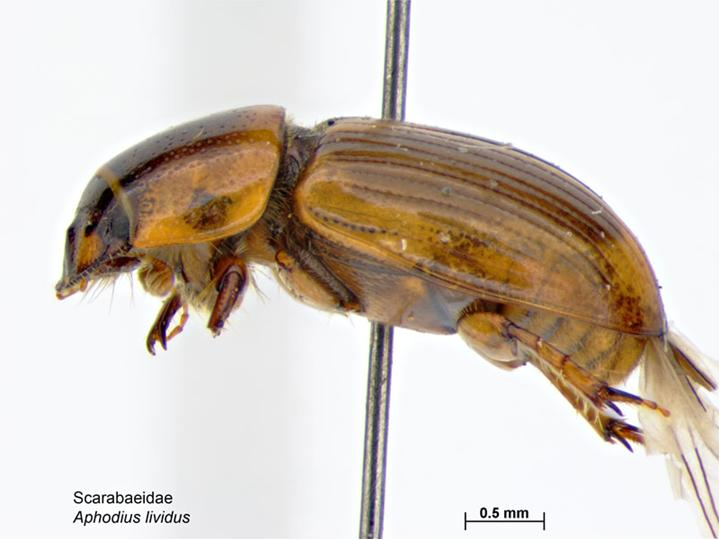
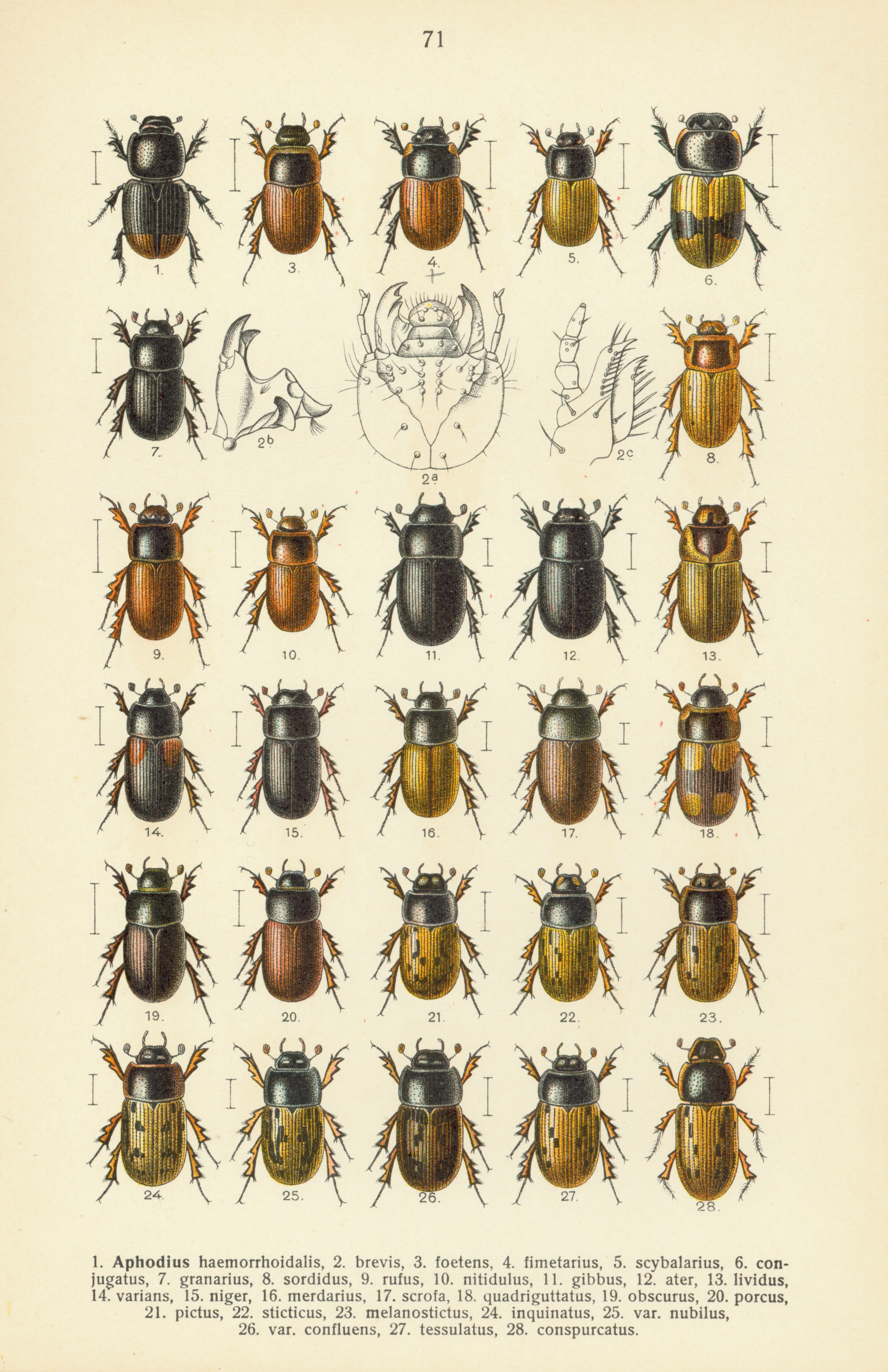